# Jukebox - Burton Cummings och Randy Bachman
Jukebox är det första soloalbumet av Burton Cummings och Randy Bachman tillsammans. De båda var tidigare med i gruppen The Guess Who och albumet var utgivet 18 juni 2007. Albumet har en tydlig Pop och Rock karaktär i femtio och sextiotalets anda.
Jukebox är en hyllning till femtio och sextio-talet alla klassiska låtskrivare som har influerat Randy Bachman och Burton Cummings under deras ungdomstid, genom att lära sig att spela och framföra andras musik och framför allt även sin egen musik. Låtlistan här är en fantastisk resa i minnenas allé, men de har satt en ny och egen prägel alla låtarna.

## Låtlista
1. Baby Come Back - 2:42 (Eddy Grant) - Recorded By The Equals
2. Who Do You Love - 5:07 (Ellas McDaniel) - Recorded By Bo Diddley
3. I'm Happy Just To Dance With You - 3:55 (John Lennon / Paul McCartney) - Recorded By The Beatles
4. The Walk - 3:15 (Jimmy McCracklin) - Recorded By Jimmy McCracklin
5. Don't Talk To Him - 2:55 (Cliff Richard / Bruce Welch) - Recorded By Cliff Richard & The Shadows
6. Man Of Mystery - 2:06 (Michael Carr) - Recorded By The Shadows
7. Ain't That Just Like A Woman - 3:05 (Claude Demetrius / Fleecie Moore) - Recorded By Fats Domino
8. Little Queenie - 4:18 (Chuck Berry) - Recorded By Chuck Berry
9. Good Times - 2:40 (Sam Cooke) - Recorded By Sam Cooke
10. Like A Rolling Stone - 6:20 (Bob Dylan) - Recorded By Bob Dylan
11. Judy In Disguise (With Glasses) - 2:56 (Andrew Bernard / John Fred) - Recorded By John Fred & The Playboy Band
12. Don't You Just Know It - 4:09 (Huey "Piano" Smith) - Recorded By Huey “Piano” Smith
13. Yeh, Yeh - 2:55 (Rodgers Grant / Jon Hendricks / Pat Patrick) - Recorded By Georgie Fame
14. Agent Double-O Soul - 3:07 (Charles Hatcher / Bill Sharpley) - Recorded By Edwin Starr
15. The Letter - 4:02 (Wayne Carson Thompson) - Recorded By The Box Tops
16. Ain't That Loving You Baby - 2:35 (Ivory Joe Hunter / Clyde Otis) - Recorded By Elvis Presley
17. American Woman 2007 - 4:43 (Randy Bachman / Burton Cummings / Jim Kale / Garry Peterson) - Recorded by The Guess Who

## Medverkande
- Burton Cummings – Sång, Grand Piano, Harpsichord, Clavinet, Moog, Melltron, Arp String Synthesizer
- Elektrisk Gitarr - Randy Bachman
- Akustisk Gitarr - Randy Bachman

## Medverkande Musiker Ur kompbandet The Bachman Cummings Band 2007 "The Carpet Frogs"
- Tim Bovaconti - Gitarr och Bakgrundssång
- Michael Zweig - Gitarr, Slide Guitar och Bakgrundssång
- David Love - Gitarr och Bakgrundssång
- Jeff Jones - Basgitarr och Bakgrundssång
- Sean Fitzsimons - Trummor, Percuusion och Bakgrundssång
- Nick Sinopoli - Percussion och Bakgrundssång

- Produced By: Randy Bachman / Burton Cummings
- Executive Producer: Lorne Safier
- Co-Producer: Sam Boyd
- Co-Executive Producer: Gilles Paquin

- Skivnummer CD & DVD versionen - SAIFER ENTERTAINMENT / PAQUIN ENTERTAINMENT / SONY MUSIC BMG Distribution 88697112982 (8 86971 12982 3)